# 드래곤 퀘스트: 소년 얀가스와 불가사의 던전
《드래곤 퀘스트: 소년 얀가스와 불가사의 던전》는 캐비아가 개발하고 스퀘어 에닉스가 배급한 2006년 롤플레잉 비디오 게임이다. 《드래곤 퀘스트》 시리즈에 기반한 네 번째 《불가사의 던전》 작품으로, 플레이스테이션 2 플랫폼으로 제작돼 일본서 2006년 4월 20일 출시됐다.
본 작품의 주인공은 《드래곤 퀘스트 VIII》에서 동료로 등장하는 얀가스로, 본편보다 이른 시간대가 배경으로 그가 어린 도적일 시절의 이야기를 그렸다. 절차 생성으로 임의로 제작된 던전들을 돌파하는 게임플레이는 전작들과 대동소이하다. 전작 《토르네코의 대모험 3》의 동료 시스템을 다시 채용했으나, 그 외 《드래곤 퀘스트 VIII》에서 먼저 선보인 일시적으로 공격을 강화하는 텐션 시스템도 도입됐다.

## 개발 및 출시
《소년 얀가스와 불가사의 던전》는 2005년 12월 도쿄에서 열린 점프 페스티벌에서 트레일러 영상을 통해 처음 공개됐다.

## 참조

### 내용주
1. ↑  일본어: ドラゴンクェスト　少年ヤンガスと不思議のダンジョン